# Антрацитівська міська рада
Антраци́тівська міська́ ра́да — орган місцевого самоврядування Антрацитівської міської громади в Ровеньківському районі Луганської області. До 2020 року існувала як адміністративно-територіальна одиниця із центром у місті Антрацит.

## Загальні відомості
Антрацитівська міська рада утворена в 1938 році.
- Територія ради: 61,32 км²
- Населення ради: 77 033 особи (станом на 1 квітня 2014 року)[1]
- Територією ради протікають Нагольчик, Кам'янка, Кріпенька.

## Адміністративний устрій
Міській раді підпорядковані:
- м. Антрацит
- Боково-Платівська селищна рада
  - смт Боково-Платове
  - с-ще Лісне
  - с-ще Мельникове
  - с-ще Садовий
  - с-ще Христофорівка
- Верхньонагольчицька селищна рада
  - смт Верхній Нагольчик
- Дубівська селищна рада
  - смт Дубівський
  - с. Оріхове
- Кам'янська селищна рада
  - смт Кам'яне
- Кріпенська селищна рада
  - смт Кріпенський
- Щотівська селищна рада
  - смт Щотове
  - с. Зелений Курган
  - с-ще Степове

## Склад ради
Рада складається з 50 депутатів та голови.
- Голова ради:
- Секретар ради: Хрипун Микола Павлович

### Керівний склад попередніх скликань
| Прізвище, ім'я, по батькові | Основні відомості                                                       | Дата обрання | Дата звільнення |
| --------------------------- | ----------------------------------------------------------------------- | ------------ | --------------- |
| Саліта В'ячеслав Антонович  | Міський голова, 1937 року народження, освіта вища, член Партії регіонів | 26.03.2006   | 31.10.2010      |
| Саліта В'ячеслав Антонович  | Міський голова, 1937 року народження, освіта вища, член Партії регіонів | 31.10.2010   | 05.03.2014      |

Примітка: таблиця складена за даними сайту Верховної Ради України

### Депутати
За результатами місцевих виборів 2010 року депутатами ради стали:

#### За суб'єктами висування
| Суб'єкт висування                 | Кількість обраних депутатів | %  |
| --------------------------------- | --------------------------- | -- |
| Партія регіонів                   | 45                          | 90 |
| Комуністична партія України       | 4                           | 8  |
| Політична партія «Сильна Україна» | 1                           | 2  |

#### За округами
| № округу                          | Прізвище, ім'я, по батькові       | Дата визнання обраним | Освіта  | Партійна приналежність                  | Відомості про обраного депутата                                                                                                   |
| --------------------------------- | --------------------------------- | --------------------- | ------- | --------------------------------------- | --- |
| Комуністична партія України       |                                   |                       |         |                                         | |
| б/м                               | Толстопятов Анатолій Митрофанович | 05.11.2010            | вища    | член Комуністичної партії України       | пенсіонер |
| б/м                               | Маркін Юрій Іванович              | 05.11.2010            | вища    | член Комуністичної партії України       | міська лікарня № 3, лікар |
| б/м                               | Мясоєдов Михайло Тимофійович      | 05.11.2010            | середня | член Комуністичної партії України       | пенсіонер |
| б/м                               | Карлін Олександр Олександрович    | 05.11.2010            | вища    | позапартійний                           | ДП «Злагода», керівник |
| Партія регіонів                   |                                   |                       |         |                                         | |
| б/м                               | Попов Микола Григорович           | 05.11.2010            | вища    | член Партії регіонів                    | ТОВ «Булат», директор |
| б/м                               | Шефатов Юрій Володимирович        | 05.11.2010            | вища    | член Партії регіонів                    | Приватне підприємство «Восток-Інвест», директор                                                                                   |
| б/м                               | Катроша Олена Миколаївна          | 05.11.2010            | вища    | член Партії регіонів                    | Антацитівське медичне училище, викладач                                                                                           |
| б/м                               | Степанова Тетяна Миколаївна       | 05.11.2010            | вища    | член Партії регіонів                    | Міська комунальна установа «Центральна міська лікарня. Дитяча поліклініка», головний лікар                                        |
| б/м                               | Савченко Микола Вікторович        | 05.11.2010            | вища    | член Партії регіонів                    | ТОВ «СеМар-Плюс», директор |
| б/м                               | Сайко Олександр Михайлович        | 05.11.2010            | вища    | член Партії регіонів                    | Відокремлений підрозділ «Автобаза» державного підприємства «Антрацит», заступник директора                                        |
| б/м                               | Котов Вячеслав Валентинович       | 05.11.2010            | вища    | член Партії регіонів                    | Відокремлений підрозділ «Шахта ім. 50-річчя Радянської України» державного підприємства «Антрацит», в.о.директора                 |
| б/м                               | Тітаренко Володимир Анатолійович  | 05.11.2010            | вища    | член Партії регіонів                    | Відокремлений підрозділ «шахта Крепінська» державного підприєм ства «Антрацит», директор                                          |
| б/м                               | Саліта Геннадій В'ячеславович     | 05.11.2010            | вища    | член Партії регіонів                    | Управління Пенсійного Фонду України, начальник                                                                                    |
| б/м                               | Янєв Олександр Миколайович        | 05.11.2010            | вища    | член Партії регіонів                    | Відокремлений підрозділ «Ремонтно-механічний завод» державного підприємства «Антрацит», директор                                  |
| б/м                               | Водоп'янов Олег Олександрович     | 05.11.2010            | вища    | член Партії регіонів                    | Відокремлений підрозділ шахта «Комсомоль ська» державного підприємства «Антрацит», директор                                       |
| б/м                               | Вороніна Тетяна Миколаївна        | 05.11.2010            | вища    | член Партії регіонів                    | загальноосвітня школа № 3, заступник директора                                                                                    |
| б/м                               | Гончар Борис Федорович            | 05.11.2010            | вища    | член Партії регіонів                    | Міська рада ветеранів Великої вітчизняної війни, голова                                                                           |
| б/м                               | Пантикін Іван Миколайович         | 05.11.2010            | вища    | член Партії регіонів                    | Міськрайонна аптека № 68, інженер з охорони праці                                                                                 |
| б/м                               | Іванін Юрій Іванович              | 05.11.2010            | вища    | член Партії регіонів                    | Міська комунальна установа «3-я міська лікарня», головний лікар                                                                   |
| б/м                               | Михальков Олександр Миколайович   | 05.11.2010            | вища    | член Партії регіонів                    | Відокремлений підрозділ шахта «Комсомоль ська» державного підприємства «Антрацит», заступник директора з капітального будівництва |
| б/м                               | Постоялкін Микола Вікторович      | 05.11.2010            | середня | член Партії регіонів                    | приватний підприємець |
| б/м                               | Черемних Олексій Валентинович     | 05.11.2010            | вища    | член Партії регіонів                    | Антрацитівське відділення Луганської філії «ПриватБанк», директор                                                                 |
| б/м                               | Кострюков Володимир Дмитрович     | 05.11.2010            | вища    | член Партії регіонів                    | Санітарно-епідеміологічна станція, головний лікар                                                                                 |
| б/м                               | Арсьонов Анатолій Іванович        | 24.12.2010            | вища    | член Партії регіонів                    | приватний підприємець |
| 1                                 | Хрипун Микола Павлович            | 05.11.2010            | вища    | член Партії регіонів                    | Міська рада, секретар |
| 2                                 | Воліков Володимир Миколайович     | 05.11.2010            | вища    | член Партії регіонів                    | Терком профспілки робітників вугільної промисловості, голова                                                                      |
| 3                                 | Горобцов Петро Степанович         | 05.11.2010            | вища    | член Партії регіонів                    | ДП «Антрацит», в.о. генерального директора                                                                                        |
| 4                                 | Костюченко Тамара Іванівна        | 05.11.2010            | середня | член Партії регіонів                    | Бюро технічної інвентарізації, начальник                                                                                          |
| 5                                 | Кіншов Сергій Миколайович         | 05.11.2010            | вища    | член Партії регіонів                    | Гімназія № 1, директор |
| 6                                 | Шевельов Юрій Анатолійович        | 05.11.2010            | вища    | член Партії регіонів                    | ТОВ «Булат-Профіль», виконавчий директор                                                                                          |
| 7                                 | Яхудіна Зінаїда Тимофіївна        | 05.11.2010            | вища    | член Партії регіонів                    | Дитячий дошкільний заклад № 12, завідувачка                                                                                       |
| 8                                 | Філон Михайло Олексійович         | 05.11.2010            | вища    | член Партії регіонів                    | Центр зайнятості, директор |
| 9                                 | Юртаєва Ірина Миколаївна          | 05.11.2010            | вища    | член Партії регіонів                    | Позашкільний центр, директор |
| 10                                | Пузін Віктор Петрович             | 05.11.2010            | вища    | член Партії регіонів                    | ПП «Схід», директор |
| 11                                | Бедрицький Олег Валентинович      | 05.11.2010            | вища    | член Партії регіонів                    | УКК ДП «Антрацит», директор |
| 12                                | Бербетов Валерій Володимирович    | 05.11.2010            | вища    | член Партії регіонів                    | ВП «Шахта Комсомольська» ДП «Антрацит», заступник директора з економіки                                                           |
| 13                                | Журавльова Ніна Миколаївна        | 05.11.2010            | вища    | член Партії регіонів                    | пенсіонер |
| 14                                | Жарчинський Віталій Віталійович   | 05.11.2010            | вища    | член Партії регіонів                    | КП ТПК «Данко», виконавчий директор                                                                                               |
| 15                                | Никифоров Олександр Власович      | 05.11.2010            | вища    | член Партії регіонів                    | пенсіонер |
| 16                                | Князєв Сергій Іванович            | 05.11.2010            | вища    | член Партії регіонів                    | Анрацитівський професійний гірничий ліцей, директор                                                                               |
| 17                                | Слободчук Геннадій Михайлович     | 05.11.2010            | вища    | член Партії регіонів                    | приватний підприємець |
| 18                                | Гасанова Ніна Петрівна            | 05.11.2010            | вища    | член Партії регіонів                    | Газета «Антрацитовский вестник», головний редактор                                                                                |
| 19                                | Чіков Валерій Павлович            | 05.11.2010            | вища    | член Партії регіонів                    | приватний підприємець |
| 20                                | Татаренко Олена Олександрівна     | 05.11.2010            | вища    | член Партії регіонів                    | ТОВ ТК «Антел», головний редактор                                                                                                 |
| 21                                | Суялкін Олег Павлович             | 05.11.2010            | вища    | член Партії регіонів                    | Центральна міська лікарня, заступник головного лікаря                                                                             |
| 22                                | Маркова Тетяна Михайлівна         | 05.11.2010            | вища    | член Партії регіонів                    | тимчасово не працює |
| 23                                | Демура Володимир Анатолійович     | 05.11.2010            | вища    | член Партії регіонів                    | ВП «Шахта Кріпенська» ДП «Антрацит», головний інженер                                                                             |
| 24                                | Амелін Олексій Олексійович        | 05.11.2010            | вища    | член Партії регіонів                    | приватний підприємець |
| 25                                | Загоруйко Олександр Йосипович     | 05.11.2010            | вища    | член Партії регіонів                    | ВАТ ЦЗФ «Нагольчанська», голова правління                                                                                         |
| Політична партія «Сильна Україна» |                                   |                       |         |                                         | |
| б/м                               | Кутовий Валерій Володимирович     | 05.11.2010            | вища    | член Політичної партії «Сильна Україна» | пенсіонер |